# Johan Holmqvist
Johan Holmqvist (* 24. Mai 1978 in Tolfta) ist ein schwedischer Eishockeytorwart, der zuletzt beim Karlskrona HK in der Svenska Hockeyligan unter Vertrag stand.

## Karriere
Johan Holmqvist begann seine Karriere 1993 bei Tierps Hockey in der zweiten Division in Schweden und spielte dort drei Jahre. 1996 wechselte er zu Brynäs IF in die Elitserien. Nach seiner ersten Saison, in der er allerdings nur zwei Spiele bestritt, wurde er im NHL Entry Draft 1997 von den New York Rangers in der siebten Runde an Position 175 ausgewählt.
In der Saison 1997/98 setzte er sich bereits als Stammtorhüter durch und wurde als Rookie des Jahres ausgezeichnet. 1998/99 konnte er mit Brynäs die Meisterschaft gewinnen und blieb noch für ein weiteres Jahr in Schweden, ehe er im Sommer 2000 nach Nordamerika wechselte. Dort begann er die Saison bei den New York Rangers und kam gleich zu seinen ersten zwei Einsätzen in der NHL. Allerdings konnte er nicht überzeugen, da er in den beiden Spielen zehn Gegentore kassiert hatte. Er wurde darauf zu den Hartford Wolf Pack, dem Farmteam der Rangers, in die AHL geschickt, wo er die Saison als deren Stammtorhüter bestritt.
2001/02 und 2002/03 erhielt er noch zwei kurze Einsätze in der NHL, ansonsten spielte er nur in der AHL. Im März 2003 wurde er von den Rangers zu den Minnesota Wild transferiert. Die schickten ihn aber auch erstmal in die AHL zu ihrem Farmteam, den Houston Aeros. Dort spielte er noch acht Spiele in der Regulären Saison 2002/03 und ging als Stammtorhüter in die Playoffs. In den Playoffs blühte er richtig auf und führte das Team schließlich zum Gewinn des Calder Cup. Er selbst wurde mit der Jack A. Butterfield Trophy als wertvollster Spieler (MVP) der Playoffs ausgezeichnet.
Er erhielt im Sommer 2003 einen neuen Vertrag in Minnesota, doch im NHL-Team erhielt er keine Chance und er spielte weiter für Houston. Nach dem Titelgewinn lief es aber nicht mehr besonders gut und das Team verpasste die Playoffs.
Im Herbst 2004 wechselten viele Spieler der NHL zu europäischen Teams, da die Saison 2004/05 wegen des Lockout abgesagt werden sollte. Auch Holmqvist wechselte in seine Heimat zu Brynäs IF. Nur drei Tage später wurde er von den Minnesota Wild entlassen. Mit Brynäs verlief die Saison nicht besonders gut und sie mussten am Ende in die Kvalserien, wo sie den Abstieg aus der Elitserien noch verhindern konnte.
Im Sommer 2005 verließen viele Spieler die Elitserien wieder, weil der Arbeitskampf in der NHL beendet wurde. Holmqvist blieb bei Brynäs, da er keinen NHL-Vertrag mehr hatte und auch kein Angebot erhalten hatte. In der Saison 2005/06 konnte er sich aber wieder für die NHL empfehlen. Er spielte eine sehr gute Saison und erhielt am Ende die Honkens trofé als bester Torhüter der Elitserien. Nach der Saison nahm er mit dem schwedischen Nationalteam an der Weltmeisterschaft teil. Auf Grund seiner guten Leistungen in der Liga, war Holmqvist die Nummer eins im "Drei Kronen-Team", das nach einem Sieg im Finale gegen Tschechien Weltmeister wurde. Holmqvist wurde als bester Torhüter der Weltmeisterschaft ausgezeichnet.
Bereits am 1. Juni 2006 erhielt er einen neuen NHL-Vertrag bei den Tampa Bay Lightning, wo er eigentlich die Rolle des Back-up-Goalie von Marc Denis einnehmen sollte. Doch durch gute Leistungen und einer gleichzeitig auftretenden Schwächephase von Denis konnte sich Holmqvist als Stammtorhüter durchsetzen. Als das gesamte Team in der Saison 2007/08 schwach spielte und auch Holmqvist nicht mehr überzeugen konnte, holten die Tampa Bay Lightning Ende Februar 2008 neben Jeff Halpern und Jussi Jokinen mit Mike Smith einen neuen Torhüter und gaben dafür Holmqvist zusammen mit Brad Richards an die Dallas Stars ab.
Nach Saisonende wechselte Johan Holmqvist in seine Heimat Schweden zu den Frölunda Indians in die Elitserien, für die er von 2008 bis 2011 spielte. Zur Saison 2011/12 wechselte er innerhalb der Liga zu seinem Stammverein Brynäs IF.

## Erfolge und Auszeichnungen
- 1999 Schwedischer Meister mit Brynäs IF
- 2003 Calder-Cup-Gewinn mit den Houston Aeros
- 2003 Jack A. Butterfield Trophy
- 2006 Honkens trofé
- 2006 Goldmedaille bei der Weltmeisterschaft
- 2006 Bester Torhüter der Weltmeisterschaft
- 2009 Honkens trofé
- 2012 Schwedischer Meister mit Brynäs IF